# Deixa'm entrar
Deixa'm entrar (títol original en suec: Låt den rätte komma in) és una pel·lícula sueca de terror i amor de 2008 dirigida per Tomas Alfredson. Està basada en la novel·la homònima de John Ajvide Lindqvist, que també va escriure el guió de la pel·lícula. Conta la història d'un nen de dotze anys víctima d'assetjament escolar que entaula amistat amb una nena vampir a Blackeberg, un suburbi d'Estocolm. La pel·lícula va rebre nombrosos elogis de la crítica internacional i va guanyar nombrosos premis incloent el "Premi Founders al millor guió adaptat" en el Festival de Cinema de Tribeca de 2008. i el Méliès d'Or de la Federació de Festivals de Cinema Fantàstic Europeu per la Millor Pel·lícula Fantàstica Europea. Ha estat doblada al català.

## Argument
L'Oskar (Kåre Hedebrant) és un nen tímid de dotze anys que viu a Blackeberg, un suburbi de la ciutat d'Estocolm al començament de la dècada de 1980, amb la seva mare que es troba separada del seu marit. Habitualment, el noi sofreix els abusos i pallisses dels seus companys de classe durant el dia, i encara que mai respon, passa les nits somiant amb venjar-se, fingint assassinats amb un ganivet al pati del seu bloc d'apartaments.
Una nit es troba amb l'Eli (Lina Leandersson), que s'ha mudat recentment al pis veí de l'Oskar amb un home gran, Hakan (Per Ragnar). L'Eli, que sembla una nena de dotze anys, només surt de nit, descalça, i no sembla afectada per l'intens fred.
Poc després de l'arribada de l'Eli i el Hakan, l'adult comença a capturar víctimes per a extreure'ls sang i abocar-la en un bidó de galó, però després de diverses fallades, en l'últim intent, i abans de ser capturat per la policia, Hakan es ruixa la cara amb àcid per a desfigurar-se i ocultar la seva identitat a fi que no puguin relacionar-lo amb l'Eli. Mentre això ocorre, l'Eli s'ha fet amiga de l'Oskar, animant-lo a reaccionar i finalment venjar-se dels seus companys. En una pràctica de patinatge sobre el llac gelat, l'Oskar fereix el Conny, un dels abusadors de la classe.
Després d'assabentar-se de la detenció del Hakan, l'Eli el visita a l'hospital on es beu la seva sang i el deixa caure per la finestra per a matar-lo, a petició del propi Hakan.
Ara sola, l'Eli accepta aprofundir la seva amistat amb l'Oskar, que finalment li proposa fer un "pacte de sang", tallant-se els palmells de les mans i barrejant la sang dels dos. Incapaç de contenir-se, l'Eli comença a llepar la sang que l'Oskar ha esquitxat al sòl i li prega que marxi. L'Oskar escapa espantat i l'Eli, famolenca, ataca i mossega a una transeünt, una dona anomenada Virgínia (Ika Nord), xicota d'un home alcohòlic anomenat Lacke (Mikael Rahm), el millor amic del qual va ser assassinat per l'Eli uns dies abans.
Virgínia sobreviu a l'atac de l'Eli i és portada a l'hospital, on el Lacke observa com es deteriora en els dies següents i finalment demana morir, convencent a un metge perquè obri les finestres de l'habitació que ocupa a l'hospital, on crema sota els raigs del sol. Lacke comença a descobrir pistes i finalment troba la casa de l'Eli, on la descobreix dormint en la banyera i intenta matar-la. L'Oskar arriba i aconsegueix avisar a la seva amiga, que desperta i mata a Lacke, dient-li a l'Oskar que marxarà de Blackeberg.
Uns dies després, durant una sessió de gimnàstica, l'Oskar va a la piscina de la seva escola, on el Conny i el seu germà gran el Jimmy i els seus amics l'estan esperant, després d'haver enganyat al mestre d'educació física perquè se’n vagi, el Jimmy li diu a l'Oscar que tret que aconsegueixi mantenir-se sota l'aigua durant tres minuts li traurà un ull. Mentre l'Oscar està submergit es produeix un tumult; un cap humà cau en l'aigua i el braç del Jimmy, que sosté a l'Oskar sota l'aigua, és arrencat d'arrel. L'Eli treu de l'aigua a l'Oskar mig ofegat, després del que es recupera ràpidament i somriu quan veu la cara tacada de sang de l'Eli.

## Repartiment
- Kåre Hedebrant com Oskar
- Lina Leandersson (veu d'Elif Ceylan) com Eli
- Per Ragnar com Håkan
- Henrik Dahl com Erik
- Karin Bergquist com Yvonne
- Peter Carlberg com Lacke
- Ika Nord com Virginia
- Mikael Rahm com Jocke
- Karl Robert Lindgren com Gösta
- Anders T. Peedu com Morgan
- Pale Olofsson com Larry
- Cayetano Ruiz com Magister Ávila
- Patrik Rydmark com Conny
- Johan Sömnes com Andreas
- Mikael Erhardsson com Martin
- Rasmus Luthander com Jimmy
- Sören Källstigen com amic d'Erik
- Bernt Östman com infermera de Virginia
- Kajsa Linderholm com a professora

## Producció
Encara que la trama té lloc en Blackeberg, Estocolm, diverses escenes i fotografies van ser preses a Luleå, en el nord de Suècia, per a disposar de neu i temps fred. Es va construir un escenari arquitectònicament similar a Blackeberg.
A la novel·la existeixen molts detalls que desapareixen en la pel·lícula. En el llibre es revela que Eli en realitat era un nen que va ser castrat fa dos-cents anys. La condició masculina d'Eli només s'insinua en la pel·lícula, sense cap elaboració, en una breu escena en la qual Eli s'està posant un vestit; li esmenta a Oskar dues vegades que "no és una nena", i li pregunta si li agradaria igual encara que no ho fos. Hi havia una escena que contava la història d'Eli a través de flashbacks, però finalment es va tallar. Durant la producció també es va decidir alterar lleugerament la veu de l'actriu Lina Leandersson amb un to menys femení. Altres canvis respecte a la novel·la inclouen atenuar l'impacte de Hakan en la trama, eliminant la seva atracció pederasta per Eli i la subtrama en la qual després de caure de la finestra de l'hospital, es converteix en un vampir en la morgue i surt a la recerca d'Eli.

## Estrena
- Suècia: 26 de gener de 2008, Festival Internacional de Cinema de Göteborg.
- Espanya: 2 d'octubre de 2008, Festival de Cinema Fantàstic de Sitges.
- Mèxic: 18 de febrer de 2009, Festival Internacional de Cinema Contemporani.

## Premis
- Nordic Film Prize per a Tomas Alfredson al 31è Göteborg International Film Festival[8]
- Premi Kodak Nordic Vision per Hoyte van Hoytema al 31è Göteborg International Film Festival[8]
- Founders Award for Best Narrative Feature al Festival de Cinema de Tribeca de 2008[2]
- Méliès d'Argent al 8è Neuchâtel International Fantastic Film Festival
- 2008 Méliès d'Or for Best European Fantastic Feature Film, atorgat per la European Fantastic Film Festivals Federation[4]
- Rotten Tomatoes Critical Consensus Award 2008
- Millor Llargmetratge, Fancine-Festival de cinema fantàstic de Màlaga 2008.[9]
- Millor director per Tomas Alfredson al 2008 Fantasia Festival[10]
- Millor fotografia per Hoyte van Hoytema at the 2008 Fantasia Festival[10]
- Millor pel·lícula d'Horror s Fantastic Fest 2008[11]
- Audience Award for Narrative Feature at the Woodstock Film Festival 2008[12]
- Millor pel·lícula al 2008 Fantasia Festival[10]
- Prugio Citizen's Choice al 12è Puchon International Fantastic Film Festival[13]
- Millor director per Tomas Alfredson ale 12è Puchon International Fantastic Film Festival[13]
- Metro Critics Award al 2008 NatFilm Festival[14]
- Audience Award for Best Feature Film al 2008 Toronto After Dark Film Festival[15]
- Boston Film Critics Association's Best Foreign Language Film[16]
- Jameson Empire 2010 a la millor pel·lícula de horror[17]

## Remake
Fins i tot abans que Deixa'm entrar fos estrenada als cinemes, el director Matt Reeves havia arribat a un acord per a dirigir una versió de la pel·lícula en anglès per a Overture Films i Hammer Films. Hammer Films va adquirir els drets per a fer el remake al Festival de Cinema de TriBeCa en el 2008 i Overture Films va estrenar la pel·lícula l'any 2010.
 Tomas Alfredson s'ha mostrat descontent amb la decisió de fer un remake afirmant que "els remakes es fan per a pel·lícules que no són molt bones, la qual cosa et dona l'oportunitat d'arreglar el que no ha funcionat." L'autor de la novel·la, Jon Lindqvist, es mostra molt interessat en què el seu llibre sigui adaptat de zero en lloc de limitar-se a copiar el guió de Deixa'm entrar, la qual cosa podria donar lloc a una pel·lícula molt diferent.
Al mercat anglosaxó la pel·lícula sueca va rebre el nom de Let the Right One In, mentre que la versió nord-americana es va titular Let Me In.